# Matriz idempotente
Una matriz idempotente es una matriz que es igual a su cuadrado, es decir:
A es idempotente si A  = A.
Si representamos el producto {\displaystyle AA\,} por {\displaystyle A^{2}\,}, entonces {\displaystyle A\,} es idempotente sólo si: {\displaystyle A^{2}=A\,}.
En general, la idempotencia hace referencia a una operación que, si se repite, produce el mismo resultado que si se llevara a cabo una sola vez. En el caso de la matriz idempotente se cumple que: 
{\displaystyle \mathbf {A} ^{n}=\mathbf {A} ^{2}=\mathbf {A} }, lo que es válido, para cualquier valor natural de n (valor entero, no negativo, ni nulo). La ecuación anterior muestra que realizar el producto un número finito de veces produce el mismo resultado que realizarlo una sola vez. Un caso particular de matriz idempotente es una matriz de proyección.

## Propiedades

### Autovalores
Una matriz idempotente siempre es diagonalizable y sus autovalores son o 0 o 1. Esto se demuestra considerando un autovector no nulo {\displaystyle \mathbf {x} } de cierta matriz idempotente {\displaystyle A}. Entonces: 
{\textstyle A\mathbf {x} =\lambda x\implies A^{2}\mathbf {x} =A\lambda x=\lambda Ax=\lambda ^{2}x\implies }
{\textstyle Ax=\lambda ^{2}x=\implies \lambda x=\lambda ^{2}x\implies \lambda =0{\text{ ó }}1}

### Traza
La traza de una matriz idempotente (la suma de los elementos de su diagonal principal) es igual al rango de la matriz y, por tanto, es siempre un entero. Esto proporciona una manera sencilla de calcular el rango o, alternativamente, de determinar la traza de una matriz cuyos elementos no son conocidos exactamente (lo que es útil en  estadística, por ejemplo, para establecer el grado de sesgo al usar la varianza muestral como estimador de la varianza poblacional).

## Ejemplos de matrices idempotentes
Ejemplos de matrices idempotentes son si la matriz es nula o la matriz Identidad: {\displaystyle \quad \mathbf {O} ^{2}=\mathbf {O} \,\qquad \mathbf {I} ^{2}=\mathbf {I} \quad }.
Algunas fórmulas de matrices idempotentes:
Si el determinante está comprendido entre 0 y 1
{\displaystyle A={\begin{pmatrix}a&{\sqrt {a-a^{2}}}\\{\sqrt {a-a^{2}}}&1-a\\\end{pmatrix}}}
{\displaystyle A={\begin{pmatrix}1&0\\a&0\\\end{pmatrix}}}

Por ejemplo, las siguientes matrices son idempotentes
{\displaystyle A={\begin{pmatrix}2/3&1/3\\2/3&1/3\\\end{pmatrix}}}
{\displaystyle A={\begin{pmatrix}1&0\\0&1\\\end{pmatrix}}}
Nota. No debe ser necesariamente simétrica. O sea, la matriz elevada al cuadrado va a ser la misma matriz sin elevarla.